# Pere Navarro
Pere Navarro i Morera, né le 23 décembre 1959 à Terrassa, est un homme politique espagnol membre du Parti des socialistes de Catalogne (PSC). Il est député au Parlement de Catalogne de 2012 à 2015, premier secrétaire du PSC entre 2011 et 2014 et maire de Terrassa de 2002 à 2012.

## Biographie

### De rapides débuts en politique
Il adhère en 1977 au Parti socialiste catalan-Congrès (PSC-C), qui fusionne l'année suivante avec d'autres forces politiques pour constituer le Parti des socialistes de Catalogne. Comptant parmi les fondateurs de la Jeunesse socialiste de Catalogne (JSC) en 1978, il se présente sans succès aux élections législatives anticipées du 28 octobre 1982.

### Dans l'exécutif municipal de Terrassa
Alors qu'il obtient sa licence de biologie à l'université autonome de Barcelone (UAB), il gère la campagne du maire socialiste sortant de Terrassa Manuel Royes aux élections municipales de mai 1983.
Il est lui-même élu quatre ans plus tard, en juin 1987, et devient adjoint, chargé de l'Urbanisme. Porté en 1991 à la présidence du cinquième district municipal, il est choisi en 1994 comme premier secrétaire de la section socialiste de la ville. À la suite des élections municipales de mai 1995, il est promu adjoint à la Participation citoyenne et à la Jeunesse.
En 1998, il passe au poste d'adjoint à la Culture. Royes le choisit comme premier adjoint, avec les mêmes responsabilités, après les élections de juin 1999.

### Maire de Terrassa
Manuel Royes, seul maire de la ville depuis les élections démocratiques de 1979, démissionne en 2002. Pere Navarro est naturellement choisi pour lui succéder le 14 avril.
Candidat à sa propre succession lors des municipales du 25 mai 2003, il remporte 34 252 voix, soit 43,57 % des suffrages et 13 sièges sur 27 au conseil municipal. Il s'associe alors avec l'Initiative pour la Catalogne Les Verts - Gauche unie et alternative (ICV-EUiA) et la Gauche républicaine de Catalogne (ERC), qui totalisent 6 élus. Ainsi, il est investi pour un second mandat.
Le résultat se révèle être identique au scrutin du 27 mai 2007. Pour obtenir un troisième mandat, il passe un nouvel accord avec les deux mêmes forces que quatre ans plus tôt, qui réunissent cette fois-ci 5 sièges.
Les élections municipales du 22 mai 2011 sont en revanche bien plus difficiles. En recueillant 23 056 voix, la liste du PSC qu'il conduit se contente de 32,32 % des suffrages exprimés et 11 conseillers municipaux. La coalition Convergence et Union (CiU) accuse à peine 2 mandats de retard. Il peut cependant compter sur les 3 élus d'ICV-EUiA pour s'assurer un quatrième mandat consécutif.

### Premier secrétaire du PSC
La lourde défaite des socialistes aux élections législatives anticipées du 20 novembre 2011 l'amène à se présenter à la succession de José Montilla en tant que premier secrétaire du Parti des socialistes de Catalogne (PSC). Le 17 décembre, il le remplace avec un score de 545 suffrages favorables, soit 73,06 % des voix, défaisant sans difficulté son seul adversaire Joan Ignasi Elena.
Avec la convocation d'élections régionales anticipées pour le 25 novembre 2012, il est choisi par les socialistes catalans comme candidat au poste de président de la Généralité de Catalogne le 30 septembre. Le jour du scrutin, auquel il se présente dans la province de Barcelone, le PSC se contente de 14,43 % des voix et 20 députés sur 135. Classé troisième derrière CiU et l'ERC, il réalise la pire performance de son histoire. Il renonce à son mandat de maire cinq jours plus tard.
Finalement, après l'effondrement des socialistes aux élections européennes du 25 mai 2014, il remet sa démission le 11 juin et convoque un congrès extraordinaire pour le mois de juillet. Il détient ainsi le record de brièveté à la direction du PSC. Élu par les militants lors d'un vote consultatif le 13 juillet, l'ancien vice-premier secrétaire Miquel Iceta lui succède officiellement six jours plus tard.